# Andrew Lock
Andrew James Lock OAM (* 26. Dezember 1961) ist ein australischer Bergsteiger. Er ist der erste Australier und der 18. Mensch überhaupt, dem die Besteigung aller Achttausender, also aller 14 Berge der Erde mit einer Höhe über 8000 Metern, gelang. Lock benötigte hierfür etwas mehr als 16 Jahre: Auf seinem ersten Achttausendergipfel, dem K2, stand er am 30. Juli 1993. Am 24. Mai 2000 stand er erstmals auf dem Mount Everest, dem höchsten Berg der Erde. Mit der Besteigung des Shishapangma am 2. Oktober 2009 vervollständigte er die Achttausender-Liste. Dabei hatte er lediglich bei der Besteigung des Mount Everest zusätzlichen Flaschensauerstoff verwendet. Diesen und den Cho Oyu bestieg er jeweils doppelt, sodass er insgesamt 16 Mal auf einem Achttausender stand; außerdem war er zwei Mal auf dem Mittelgipfel des Shishapangma, der ebenfalls über 8000 Meter hoch liegt.

## Besteigungen
- 30. Juli 1993: K2 (8611 m)[2]
- 25. Mai 1997: Dhaulagiri (8167 m)[3]
- 7. August 1997: Broad Peak (8051 m)[4]
- 21. Juli 1998: Nanga Parbat (8125 m)[5]
- 9. Juli 1999: Gasherbrum II (8034 m)[4]
- 17. Juli 1999: Hidden Peak (8080 m)[6]
- 24. Mai 2000: Mount Everest (8848 m)[7]
- 21. April 2002: Manaslu (8163 m)[3]
- 16. Mai 2002: Lhotse (8516 m)[3]
- 2003: Shishapangma-Mittelgipfel (8008 m)
- 16. Mai 2004: Mount Everest (8848 m) – zweite Besteigung[7]
- 25. September 2004: Cho Oyu (8188 m)[8]
- 25. September 2005: Cho Oyu (8188 m) – zweite Besteigung[9]
- 2005: Shishapangma-Mittelgipfel (8008 m) – zweite Besteigung
- 14. Mai 2006: Kangchendzönga (8586 m)[10]
- 24. Mai 2007: Annapurna (8091 m)[11]
- 21. Mai 2008: Makalu (8485 m)[12]
- 2. Oktober 2009: Shishapangma (8027 m)[13]

## Auszeichnungen
Am 13. Juni 2011 wurde Andrew Lock für seine Leistungen für den Bergsport mit der Medal of the Order of Australia geehrt.